# Кристал (Північна Дакота)
Кристал (англ. Crystal) — місто (англ. city) в США, в окрузі Пембіна штату Північна Дакота. Населення — 116 осіб (2020).

## Географія
Кристал розташований за координатами 48°35′54″ пн. ш. 97°40′8″ зх. д. / 48.59833° пн. ш. 97.66889° зх. д. (48.598219, -97.668931).  За даними Бюро перепису населення США в 2010 році місто мало площу 1,69 км², уся площа — суходіл. В 2017 році площа становила 1,78 км², уся площа — суходіл.

## Демографія
Згідно з переписом 2010 року, у місті мешкало 138 осіб у 62 домогосподарствах у складі 36 родин. Густота населення становила 81 особа/км².  Було 78 помешкань (46/км²).
Расовий склад населення:
| - 93,5 % — білих - 1,4 % — корінних американців - 4,3 % — осіб інших рас |

До двох чи більше рас належало 0,7 %. Частка іспаномовних становила 5,8 % від усіх жителів.
За віковим діапазоном населення розподілялося таким чином: 23,9 % — особи молодші 18 років, 57,3 % — особи у віці 18—64 років, 18,8 % — особи у віці 65 років та старші. Медіана віку мешканця становила 47,5 року. На 100 осіб жіночої статі у місті припадало 94,4 чоловіків;  на 100 жінок у віці від 18 років та старших — 94,4 чоловіків також старших 18 років.
Середній дохід на одне домашнє господарство  становив 58 405 доларів США (медіана — 51 563), а середній дохід на одну сім'ю — 57 128 доларів (медіана — 56 667). За межею бідності перебувало 3,5 % осіб, у тому числі 0,0 % дітей у віці до 18 років та 0,0 % осіб у віці 65 років та старших.
Цивільне працевлаштоване населення становило 88 осіб. Основні галузі зайнятості: сільське господарство, лісництво, риболовля — 43,2 %, освіта, охорона здоров'я та соціальна допомога — 20,5 %, роздрібна торгівля — 6,8 %, мистецтво, розваги та відпочинок — 6,8 %.